# St. Johannes Baptista (Untergriesheim)

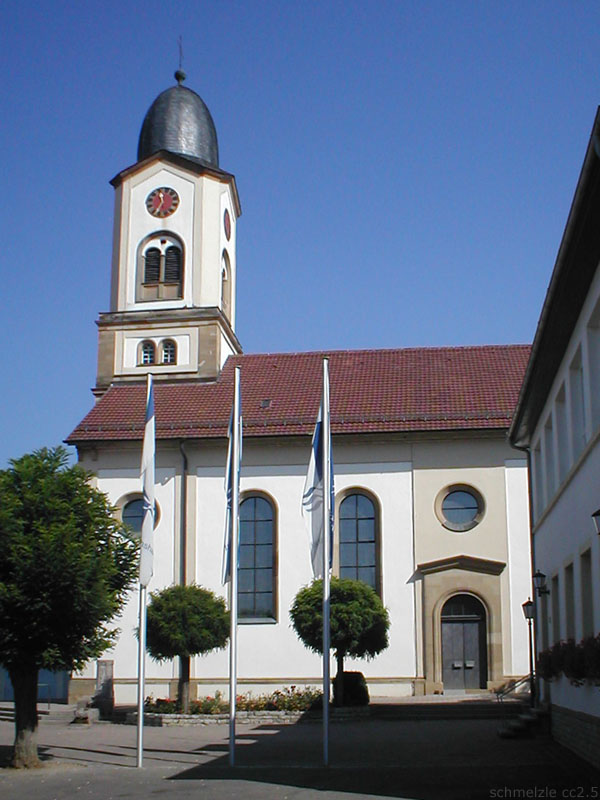
St. Johannes Baptista in Untergriesheim

Die katholische Kirche St. Johannes Baptista in Bad Friedrichshall-Untergriesheim wurde 1839/40 erbaut.

## Geschichte
De ursprüngliche Kirche Untergriesheims war der hl. Cäcilia geweiht und befand sich auf dem Friedhof des Ortes. Nachdem der etwas südlich des Friedhofs gelegene Kirchenneubau fertiggestellt war, hat man die alte Kirche 1845 abgerissen. Die Weihe der neuen Kirche erfolgte am 21. Juni 1849 durch Bischof Josef von Lipp. In die neue Kirche hat man eine alte Glocke von 1714 übernommen, 1928 und 1952 kam jeweils noch eine Glocke hinzu. Die Kirche wurde mehrfach renoviert.
Nennenswerte historische Kunstschätze sind das Deckengemälde von Carl Dehner aus dem 19. Jahrhundert im Chor, Gestühl aus der Zeit des Rokoko sowie eine barocke Madonna. Die moderne Ausstattung der Kirche und die Ausmalung mit farbigen geometrischen Mustern erfolgten anlässlich einer Sanierung in jüngerer Zeit.
Vor der Kirche befindet sich der Johannesbrunnen von 1993.